# Víctor Manuel Acuña
Victor Manuel Ramón Nemesio Acuña (Azul, Provincia de Buenos Aires, Argentina, 8 de febrero de 1915-Buenos Aires, Argentina 10 de enero de 1975) fue un ingeniero aeronáutico argentino.

## Biografía
Hijo de Don Víctor Manuel Acuña y Doña Ramona Trueba. Fue un profesional de destacada actuación en la Aeronáutica Argentina.
Nieto de Manuel Acuña (Maquinista Ferroviario) un maquinista pionero del Ferrocarril Oeste de Buenos Aires.
Su padre Víctor Acuña fue un insigne maestro y un pedagogo de gran prestigio en la Provincia de Buenos Aires siendo el primer inspector de escuelas que tuvo la provincia y que publicó varios libros dedicados a la pedagogía. La escuela N.º 44 de Merlo, Provincia de Buenos Aires, lleva su nombre. Radicado temporalmente en la zona de la ciudad de Las Flores en la Provincia de Buenos Aires nace su hijo en 1915.
Al poco tiempo su familia se trasladó al barrio de Flores de la Ciudad de Buenos Aires, siendo un joven con una precoz capacidad e inteligencia, que le permitieron terminar la escuela primaria en 1925, a los 10 años y el bachillerato en 1930, a los 15 años.
Se graduó con medalla de oro, como Ingeniero civil en la Universidad de Buenos Aires en 1936 a los 21 años. Obteniendo una beca de perfeccionamiento en la Universidad de Bruselas, Bélgica.
Allí se graduó, con honores, como Ingeniero en Construcciones Aerotécnicas, en 1938. Recorriendo luego la Europa de preguerra hasta el comienzo de la Segunda Guerra Mundial, y retornando al país en diciembre de 1939.
La aeronáutica fue siempre su pasión, ya siendo estudiante trabajó en los talleres de la compañía Aeroposta Argentina S.A. en General Pacheco, donde tuvo el honor de conocer a Antoine de Saint-Exupéry y hacer su vuelo de bautismo en un Laté 25.
Comenzó a trabajar en la Dirección de Infraestructura del Comando de Aviación del Ejército Argentino pasando luego a la Secretaría de Aeronáutica, y posteriormente a la Fuerza Aérea Argentina, donde proyectó una serie de aeropuertos para el país de los que se destacan el de Ezeiza (1945) y el Aeroparque de la Ciudad de Buenos Aires (1947).
Fue el ingeniero argentino que trabajó en 1947 junto a los técnicos ingleses en el montaje de los 100 Gloster Meteor MK4 que se adquirieron a la Fuerza Aérea Británica (RAF). Siendo la Fuerza Aérea Argentina la primera de Sudamérica en tener aviones de reacción.
Se graduó de Ingeniero Militar Aeronáutico en la Escuela Superior de Aerotécnica en 1950.
Además de su actividad como ingeniero aeronáutico, tuvo un destacado desempeño en la docencia, que ejerció en Escuelas Industriales y Universidades.
Fue durante 12 años Director de la Escuela Industrial de la Nación N.º 4 "Brigadier Gral. Cornelio Saavedra" (hoy Escuela Técnica N.º 17 D.E. 13) en el barrio de Mataderos de la ciudad de Buenos Aires.
Siempre dedicó tiempo a la difusión del conocimiento, publicando infinidad de artículos, y brindando conferencias desde la aviación hasta la astronáutica.
Tuvo destacada actuación en ámbitos profesionales siendo secretario del Centro Argentino de Ingenieros.
Asimilado a la Fuerza Aérea Argentina con el grado de comandante (hoy Mayor) en el escalafón profesional, alcanzó el grado de Comodoro. Actuó en el ámbito privado en varias empresas aéreas de transporte. También actuó en el ámbito social donde fue presidente de la Asociación de Padres de Familia de la Capital Federal. En el ámbito público fue Secretario de Obras Públicas de la ciudad de Vicente López, Provincia de Buenos Aires.

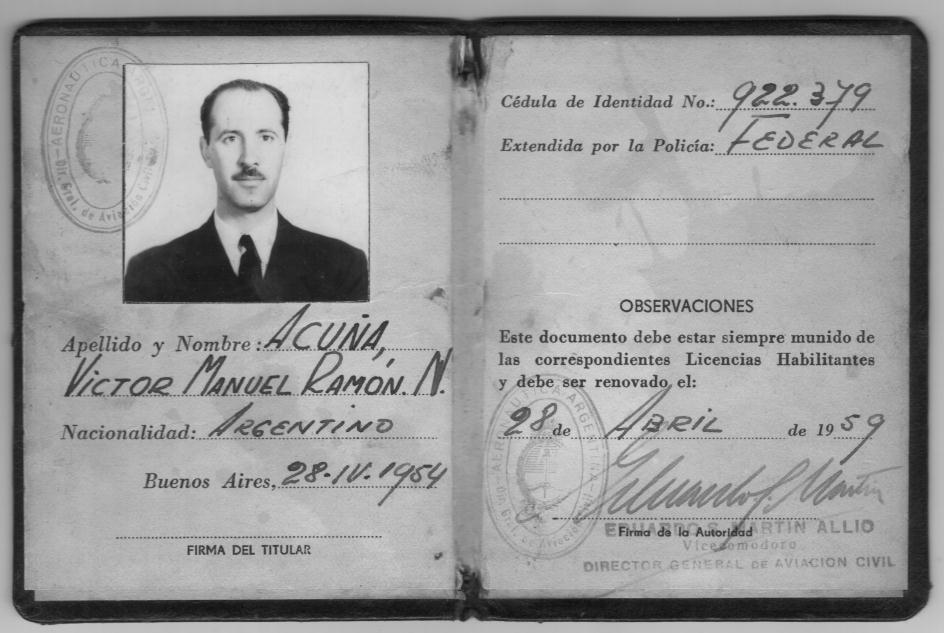
Brevet de Vuelo

Contrajo matrimonio con Iris Juana Palmira Marini en 1940, con quien tuvo cuatro hijos, Alicia María, Iris María, María Victoria y Víctor Manuel Santiago, quedando viudo en 1957, se casó en segundas nupcias con Norma Egan en 1960.
Falleció en la Ciudad de Buenos Aires, tempranamente a los 59 años de edad el 10 de enero de 1975.

## Obras destacables

### Instalaciones
- Aeropuerto Internacional Ministro Pistarini (1945)
- Aeroparque Jorge Newbery (1947)

### Aeronaves
- Gloster Meteor MK4 (1947)